# Gonatocerus spectabilis
Gonatocerus spectabilis är en stekelart som beskrevs av Zeya 1995. Gonatocerus spectabilis ingår i släktet Gonatocerus och familjen dvärgsteklar. Inga underarter finns listade i Catalogue of Life.